# Nicòpolis ad Nestum
Nicòpolis ad Nestum o Nicòpolis ad Mestum era una ciutat romana, ara en ruïnes, que es troba a la província de Tràcia, a prop del poble actual de Garmen, a la riba esquerra del riu Nestos, a Bulgària. Encara que ad Nestum és la forma més utilitzada, ad Mestum (que és el que apareix, en grec, en les monedes de la ciutat) era la forma correcta del nom durant l'època romana.(1)

## Història
És una de les dues ciutats fortificades fundades per la victòria de l'emperador Trajà l'any 105-106 sobre els dacis. L'àrea havia estat habitada durant uns catorze segles i va assolir l'apogeu en l'Antiguitat tardana (segles IV - VI). La ciutat originària ocupava unes 25-30 hectàrees. Els eslaus van destruir Nicòpolis en els segles VI i VII, però reaparegué com a poblament medieval a finals del segle X.

## Redescoberta
Les excavacions van descobrir 280 m de la muralla, edificis administratius i religiosos i túmuls funeraris. Hi han aparegut troballes com ara un relleu d'ofrena d'un cavaller traci, una figureta d'Hermes, un túmul funerari cristià, més de 95 monedes d'or i de 22 metalls més, gerros de vidre, bronze i ceràmica i una taula ritual. Algunes se'n poden veure al Museu d'Història de Gotse Dèltxev. A prop de Nicòpolis ad Mestum hi ha restes de dues basíliques paleocristianes que daten del segle IV, i probablement formen part del mateix jaciment. Les basíliques tenen pis de mosaic amb dibuixos geomètrics i naturals.(1)

## Problemes numismàtics
Nicòpolis ad Mestum va encunyar monedes només una vegada, sota Caracal·la i Publi Septimi Geta, amb caps de Caracal·la, Geta i (més rarament) sa mare Júlia Domna als anvers i majoritàriament amb un revers prou estàndard amb Tique, Higiea, Ares, Nèmesis, etc. Les monedes d'altres governants com Còmmode que apareixen en alguns catàlegs són monedes falses o mal identificades d'altres ciutats. Les monedes encunyades a Nicòpolis del Danubi a Mèsia, potser la seca més prolífica dels Balcans sota els romans de principis del segle III, sovint es prenen per les de Mestum. L'emissió de monedes de Nicòpolis ad Mestum, l'ha datada de l'any 211, durant el període entre la mort de Septimi Sever al febrer i l'assassinat de Geta al desembre, l'erudit alemany Holger Komnick, autor de l'únic estudi exhaustiu de l'encunyació d'aquesta ciutat (a la sèrie Griechisches Münzwerk de l'Acadèmia de Ciències de Berlín-Brandenburg). Aquesta publicació alemanya va ser revisada per Francis Jarman en l'edició de març del 2004 de The Celator. Hi ha una llista de la majoria de tipus, amb fotografies, al catàleg de Varbanov, de monedes provincials romanes dels Balcans: les descripcions, però, sovint són inexactes i les estimacions de raresa i valor de Varbanov s'han d'ignorar. Les peces de Nicopolis ad Mestum són rares, algunes extremament. Komnick en va enumerar només 237 al seu catàleg, i Jarman es refereix a un "total d'unes 300" monedes conegudes.(3)